# 福雷斯特鎮區 (明尼蘇達州賴斯縣)
福雷斯特鎮區（英語：Forest Township）是位於美國明尼蘇達州賴斯縣的一個行政鎮區。

## 地方資料
福雷斯特鎮區的面積為92.36平方千米，當中陸地面積為83.19平方千米，而水域面積為9.16平方千米。根據2020年美國人口普查的數據，當地共有人口1330人，而人口密度為每平方千米14.4人。